# Епоха палацових переворотів

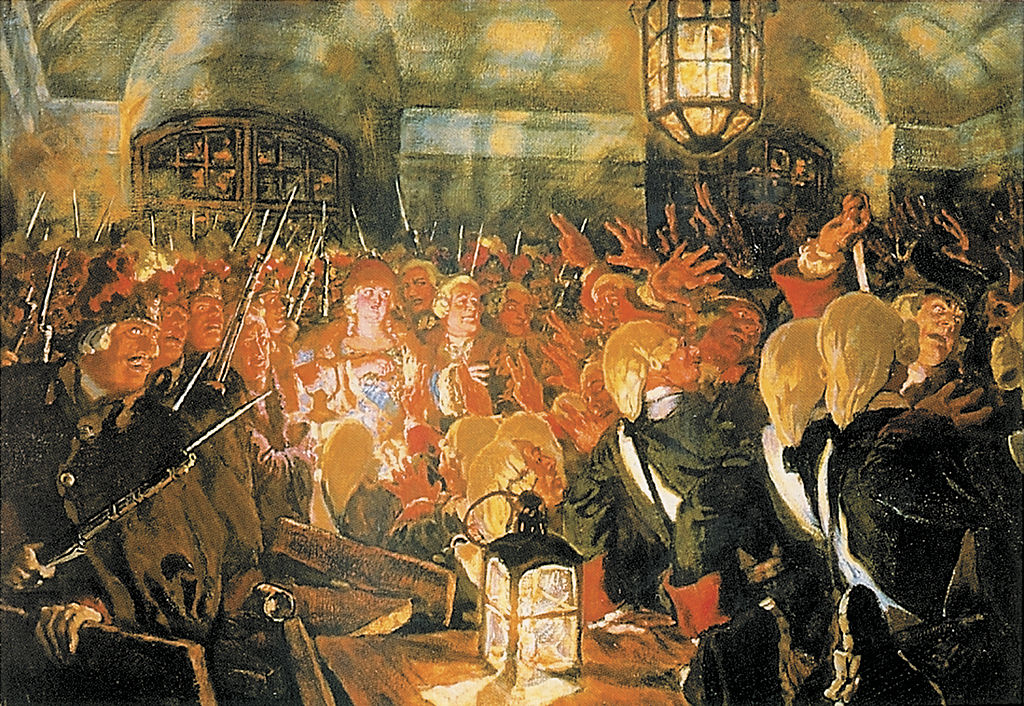
Гвардійці Преображенського полку проголошують імператрицею Єлизавету Петрівну

Епоха палацових переворотів — проміжок часу в політичному житті Російської імперії XVIII століття, коли перехід вищої державної влади відбувався шляхом здійснення гвардійцями або придворними палацових переворотів.
Цьому явищу сприяла відсутність чітких правил престолонаслідування та безупинна боротьба придворних угрупувань. В умовах абсолютної монархії палацовий переворот виявлявся єдиним дієвим засобом зворотнього зв'язку між верховною владою та суспільством, точніше, його дворянською верхівкою.

## Передумови
Відповідальним за нестабільність верховної влади у Російській імперії XVIII століття є Петро I, який 1722 року видав «Указ про престолонаслідування», яким максимально розширив коло можливих претендентів на престол. Фактично монарх міг призначати своїм спадкоємцем кого завгодно. Якщо він з якихось причин не встигав цього зробити, то питання про законного спадкоємця залишалось відкритим.
При максимальному одержавленні суспільного життя, відсутності навіть в зародку легальної політичної діяльності, перевороти стали хоча й примітивним, але єдиним засобом вирішення протирічь між основними складовими системи абсолютизму — самодержавною владою, правлячою верхівкою та пануючим дворянським станом.

## Історія
Автор терміна російський історик Василь Ключевський датує епоху палацових переворотів періодом від смерті Петра I у 1725 році до вступу на престол Катерини II у 1762 році. Однак уявлення про те, що саме гвардія визначає, до перейде престол, побутувало також на початку ХІХ століття, під час подій міжцарства 1825 року.
За винятком переходу влади від Анни Іванівни до Анни Леопольдівни у 1740 році, від Єлизавети Петрівни до Петра III у 1761 році та від Катерини ІІ до її сина Павла I у 1796 році, в усіх інших випадках протягом першого століття існування Російської імперії влада передавалась шляхом загрози насильства або сили:
- 1725 — зведення придворною партією Меншикова на престол Катерини I
- травень 1727 — Верховна Таємна рада передає престол Петру II в обхід інших претендентів
- вересень 1727 — повалення Меншикова
- 1730 — престол передається Анні Івановні за умови підписання нею кондицій, що обмежували її самодержавну владу
- 1740 — повалення Бірона угрупуванням Б.-К. Мініха
- 1741 — зведення на престол Єлизавети Петрівни
- 1762 — зведення на престол Катерини II та вбивство Петра III
- 1801 — вбивство Павла I

Вже напередодні смерті Петра І, 25 — 26 січня 1725 року, серед вищих чинів імперії виник розкол. Одне угрупування (президент Юстиц-колегії П. М. Апраксін, президент Коммерц-колегії Д. М. Голіцин, президент Військової колегії А. І. Рєпнін, сенатор В. Л. Долгорукий, президент Штатс-Контор-колегії І. О. Мусін-Пушкін та канцлер Г. І. Головкін) виступило за зведення на трон онука Петра І — царевича Петра Олексійовича та встановлення системи регентства — правління дружини Петра І Катерини Олексіївни разом з Сенатом.
Інше угрупування (світлійший князь О. Д. Меншиков, генерал-прокурор Сенату П. І. Ягужинський, генерал І. І. Бутурлін, дипломат та керівник Таємної канцелярії П. О. Толстой, віце-президент Синоду Феофан Прокопович та інші) відстоювали кандидатуру Катерини Олексіївни як самодержавної государині. Суперечка зайшла далеко, однак напористість, вміле лавіювання та найголовніше — опора в критичний момент на гвардійські Преображенський та Семенівський полки забезпечили зведення на престол після смерті Петра І 28 січня 1725 року Катерини Олексіївни. Після неї на чолі держави протягом XVIII століття ще чотири рази опинялися жінки. Жіноче правління в Росії добігло кінця лише у 1796 році.
Невизначеність у питані про правила наслідування престолу була в певній мірі усунуто прийняттям в 1797 році так званого Павловського Акту про престолонаслідування 1797 року, який встановив чіткі положення, за умови дотримання яких наступні монархи могли посісти престол Російської імперії.